# Алкайнш
Алкайнш (порт. Alcains)  —  район (фрегезия) в Португалии,  входит в округ Каштелу-Бранку. Является составной частью муниципалитета  Каштелу-Бранку. По старому административному делению входил в провинцию Бейра-Байша. Входит в экономико-статистический  субрегион Бейра-Интериор-Сул, который входит в Центральный регион. Население составляет 7000 человек на год. Занимает площадь 37,09 км².